# Birkas herrgård
Birkas herrgård (estniska: Pürksi mõis) är en herrgård i Nuckö kommun i Estland. 
Från slutet av 1700-talet fram till 1919 tillhörde herrgården medlemmar av ätten von Ungern-Sternberg.